# José Perácio
José Perácio (Nova Lima, 2 november 1917 –  Rio de Janeiro, 10 maart 1977) was een Braziliaanse voetballer.

## Biografie
Perácio begon zijn carrière bij villa Nova uit zijn thuisstad. De club beleefde toen een glorieperiode en won met Perácio vier keer het Campeonato Mineiro. In 1932 was de club de eerste club van buiten Belo Horizonte die staatskampioen kon worden. In 1937 maakte hij de overstap naar Botafogo en speelde daar drie jaar alvorens dan negen jaar voor rivaal Flamengo te gaan spelen. Hiermee won hij drie keer het Campeonato Carioca en één keer het Torneio Relâmpago. Hij beëindigde zijn carrière bij Canto do Rio.
Hij speelde ook voor het nationale elftal en nam met hen deel aan het WK in Frankrijk, waar hij vier wedstrijden speelde. Hij scoorde tweemaal in de eerste ronde in de 6-5 tegen Polen. Nadat de ploeg de halve finale verloor tegen Italië speelden ze in de wedstrijd om de derde plaats tegen  Zweden, waar hij de 2-4 binnen trapte.